# Alle warten
Alle warten (Originaltitel: Everyone’s Waiting) ist die zwölfte Episode der fünften Staffel der HBO-Fernsehserie Six Feet Under – Gestorben wird immer. Sie ist gleichzeitig das Serienfinale. Serienerfinder Alan Ball schrieb das Drehbuch zur Folge und führte Regie. Die Erstausstrahlung war am 21. August 2005 in den Vereinigten Staaten und am 24. März 2007 in Deutschland bei VOX. Die Episode wird von Kritikern und regulären Zuschauern hoch geschätzt und zudem häufig als eines der besten Serienfinales aller Zeiten bezeichnet.

## Handlung
Die Episode beginnt im Gegensatz zu ihren Vorgängern nicht mit einem Tod, sondern einer Geburt – der frühgeborenen Willa Fisher Chenowith. Brenda wird von Visionen von Nate geplagt, der indirekt Brendas eigene Angst vor dem Tod ihres Kindes personifiziert. Ruth bleibt während Willas Genesung an Brendas Seite und stellt den Kampf um Maya ein. Brenda erlebt später eine Vision von Nate und seinem Vater Nathaniel, die Willa halten, in der Nates Liebe zu Brenda und seiner Tochter zu sehen ist.
Ruth versinkt immer weiter in ihrer Depression, als Brenda Maya zurücknimmt. George versucht sie zu trösten und verspricht ihr beizustehen. Ruth findet Erleichterung in einem Telefongespräch mit Maggie, die ihr erzählt, dass Nate in der Nacht seines tödlichen Schlaganfalls glücklich war.
Claire wendet sich mit Teds Hilfe wieder der Fotografie zu und erhält später einen Anruf einer Stockfotografieagentur aus New York, die ihr einen Job als Fotografenassistentin anbietet. Später erfährt sie, dass Olivier sie für die Position empfohlen hat. Nachdem Claire ihre Mutter weinend antrifft, verspricht sie ihr zu Hause zu bleiben, um ihr zu helfen. Doch Ruth besteht darauf, dass sie nach New York zieht, damit sie es später nicht bereut. Außerdem entsperrt Ruth den Treuhandfonds Nathaniels für Claire. Später findet Claire heraus, dass ihre Stelle wegen Umstrukturierungen nicht mehr verfügbar ist. Sie überlegt den Umzug abzubrechen, doch Nate sagt ihr in einer Vision, dass sie trotzdem nach New York gehen solle, um ein neues Leben zu beginnen, wie er es selbst vor einigen Jahren tat, als er ohne Jobzusage nach Seattle zog.
David stimmt Keiths Vorschlag zu, ihre gemeinsame Wohnung zeitweise zu verlassen, um sich von dem Tod seines Bruders zu erholen, und kehrt zum Beerdigungsinstitut zurück. Während eines Albtraums wird er von Nathaniel zu seinem möglichen Verlassen des Familienunternehmens und seiner Sexualität konfrontiert. Außerdem trifft er im Traum auf den vermummten Angreifer, der ihn seit einiger Zeit plagt. Diesmal wehrt sich David und sieht im Angreifer sich selbst, was ihm erlaubt, die Vergangenheit loszulassen.
Rico, desillusioniert von der Richtung, die Fisher und Diaz einschlug, ermutigt David zum Verkauf des Bestattungsunternehmens, nachdem er herausfindet, dass sein 25-prozentiger Anteil an der Firma 500.000 US-Dollar wert ist. Das Geld will er nutzen, um mit Vanessa ein eigenes Bestattungsinstitut zu eröffnen. David stimmt zuerst zu, ändert aber später seine Meinung, als er eine Vision von seinem Vater hat, in der Nathaniel ihm erzählt, dass der Betrieb sein Geburtsrecht ist. Stattdessen zahlen David und Keith mit ihren Ersparnissen Rico aus und geben so der Diaz-Familie die Möglichkeit, ihre eigenen beruflichen Ziele zu verfolgen. Brenda sagt David und Keith zudem zu, dass sie so viel Zeit wie nötig hätten, um ihre Anteile aufzukaufen, die sie von Nate geerbt hat. Keith und David ziehen in das Bestattungsunternehmen mit ihren Söhnen Durell und Anthony und gestalten es um. Ruth plant erst mit George zusammen zu ziehen, ändert aber ihre Meinung und zieht stattdessen zu ihrer Schwester. Sie bleibt jedoch mit George in einer Beziehung.
Die Mitglieder der erweiterten Fisher-Familie (ohne die Diaz-Familie, die ihr eigenes Essen haben, um ihre neuen Pläne zu feiern) treffen sich zu einem Abschiedsessen für Claire, bei dem sie sich an Nate zurückerinnern, Geschichten erzählen und auf ihn anstoßen. Am nächsten Morgen nimmt Claire einen tränenreichen Abschied von ihrer Familie, bevor sie in eine neue Zukunft fährt.
Die Episode endet mit mehreren Vorausblenden zu Meilensteinen in den zukünftigen Leben der Hauptfiguren und letztendlich ihrem Tod. Die Montage – zu Sias Breathe Me – enthält Zwischenschnitte zur Fahrt von Claire aus Los Angeles.
In den Vorausblenden genießt Ruth das Leben in Topanga mit ihrer Schwester; David lehrt Durrell das Einbalsamieren; die ganze Fisher-Familie feiert Willas Geburtstag; David und Keith heiraten. Ruth stirbt im Jahr 2025 an Altersschwäche in einem Krankenhaus mit David, Claire und George an ihrer Seite. In einer Vision sieht sie noch einmal ihren verstorbenen Ehemann Nathaniel und ihren gemeinsamem Sohn Nate, bevor sie stirbt. Bei Ruths Beerdigung trifft Claire wieder auf Ted; später heiraten beide. Keith wird im Jahr 2029 von Räubern erschossen, während er ein gepanzertes Fahrzeug verlässt, das den Namen seiner eigenen Sicherheitsfirma trägt. Bei einer Familienfeier im Jahr 2044 stirbt David an einem Herzinfarkt an der Seite seines neuen Partners, nach einer Vision von einem jungen, lächelnden Keith. Bei einer Kreuzfahrt mit seiner Frau stirbt Rico im Jahr 2049 ebenfalls an einem Herzinfarkt. Brenda stirbt an Altersschwäche in ihrem Haus, während ihr Bruder Billy über Claire und Ted redet. Zuletzt verstirbt Claire 2085 im Alter von 102 in ihrem eigenen Haus mit Fotos der Fischer-Familie an den Wänden um sie herum.

## Entstehung

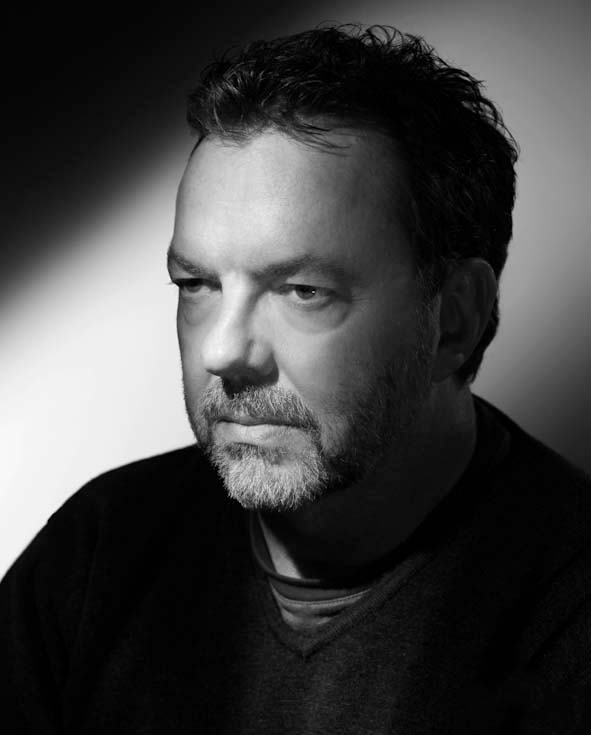
Serienschöpfer Alan Ball (2008)

Schon zu Beginn der Serie war Alan Ball klar, dass Nate Fisher am Ende der Serie stirbt. Ball wollte jedoch nicht, dass dies in der letzten Folge geschieht. Zusammen mit den anderen Drehbuchautoren entschied man sich während der Vorbereitungen auf die finale Staffel, Nate drei Folgen vor dem Ende sterben zu lassen. Bei den Gesprächen entstand die Idee, im Serienfinale den Tod aller Hauptfiguren darzustellen. Ball zog sich für das Schreiben des Drehbuchs in eine Hütte bei Lake Arrowhead (Nordkalifornien) zurück, um sich abzuschotten. Die Vorausblenden schrieb er passend auf Sias Lied Breathe Me, das zuerst in einem Trailer zur fünften Staffel der Serie verwendet wurde. Zusammen mit dem für Musik zuständigen Gary Calamar entschied sich Ball, nachdem sie weitere Lieder von Arcade Fire (Cold Wind) und Iron & Wine hörten, Breathe Me auch im Serienfinale zu nutzen. Der Filmeditor Michael Ruscio verlängerte das Lied im Schnitt auf etwa die doppelte Länge, um der Länge der ausgewählten Sequenzen zu entsprechen.

## Rezeption
Die Folge erhielt bei der Primetime-Emmy-Verleihung 2006 sechs Nominierungen. Alan Ball war für die beste Regie einer Dramaserie und das beste Drehbuch einer Dramaserie nominiert. Frances Conroy war für ihre Darstellung von Ruth Fisher im Finale als beste Hauptdarstellerin in einer Dramaserie nominiert. Weitere Nominierungen erfolgten für das beste Haarstyling in einer Dramaserie und die beste Ausstattung. Einen Emmy konnte die Folge für das beste Makeup (prothetisch) gewinnen.
TV Guide listete die Folge auf Platz 22 der besten Serienepisoden aller Zeiten und bezeichnete sie als einer der besten Fernsehmomente des Jahrzehnts. Entertainment Weekly nahm die Folge in die Best-of-Liste des Jahrzehnts auf und schrieb: „Eine gefeierte Serie zu beenden ist ein ziemlich auswegloses Unterfangen (z. B. Die Sopranos). Doch Alan Balls Schlusssatz 2005 destillierte all das, was wir über das Leben und den Tod nach fünf Staffeln mit den Fishers gelernt haben.“